# خجل

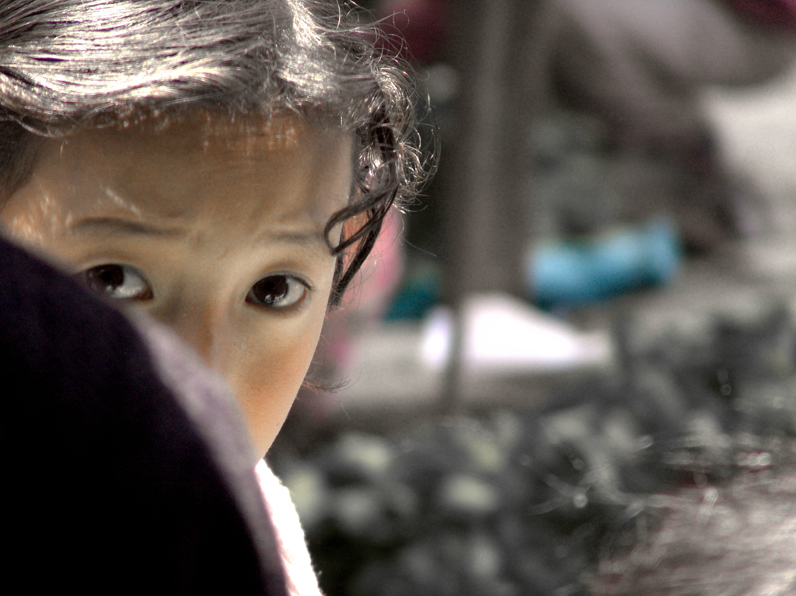

الخجل الذي يطلق عليه أيضا الإحراج، وهو أمر ليس سيئا خاصة عندما يكون الشخص حول أشخاص آخرين. يحدث هذا عادة في مواقف جديدة أو مع أشخاص غير مألوفين. يمكن أن يكون الخجل من سمات الأشخاص الذين لديهم تقدير ذاتي منخفض. وعادة ما يشار إلى أشكال أقوى من الخجل بالقلق الاجتماعي أو الرهاب الاجتماعي. السمة المميزة الأساسية للخجل هي الخوف المدفوع بالأنا إلى حد كبير مما سيفكر به الآخرون في سلوك الشخص. ينتج عن هذا أن يخاف الشخص من فعل أو قول ما ويريد أن يخرج من ردة فعل سلبية، أو يضحك عليه، أو يهين، أو ينتقد أو يرفض. قد يختار الشخص الخجول ببساطة تجنب المواقف الاجتماعية بدلاً من ذلك.
جانب واحد مهم من الخجل هو تنمية المهارات الاجتماعية. قد تفترض المدارس وأولياء الأمور بشكل ضمني أن الأطفال قادرون تمامًا على التفاعل الاجتماعي الفعال. لا يمنح التدريب على المهارات الاجتماعية أي أولوية (بخلاف القراءة والكتابة) ونتيجة لذلك، لا يمنح الطلاب الخجولون فرصة لتطوير قدرتهم على المشاركة في الفصل والتفاعل مع أقرانهم. يمكن للمدرسين تصميم المهارات الاجتماعية وطرح الأسئلة بطريقة أقل مباشرة ومرعبة من أجل تشجيع الطلاب الخجولين على التحدث بلطف في الصف وتكوين صداقات مع الأطفال الآخرين.، أما الخجل الزائف هو شعور زائف بدون أسباب حقيقية.كما أطلق عليه أنه «العاطفة التي تخبرنا أننا لا شيء».

## نشوء الخجل
من المؤكد أن الإنسان عندما يولد لا يكون خجولا أي أن الخجل ينمو مع نمو الإنسان أو يمكن القول بأن الأطفال عندما يولدون يكون لديهم ميل لأن يكونوا خجولين وكأن بذرة الخجل تخلق معهم وهنا تبرز أهمية التربية فإما أن تقوم بسقاية تلك البذرة لتنمو وتكبر أو أن تقضي عليها لتذهب دون عودة.

### الجينات والوراثة
الخجل غالبا وكثيرا ما لايعرف سبب الخجل ولكن لم يتبين أن الخوف يرتبط بشكل إيجابي مع الخجل

## أسباب الخجل
إن لأسباب الخجل عدة وجوه ولكل وجه منها عدة نواحي (وجوه أخرى) تحدد هذه النواحي الظروف المحيطة بدءًا من الأسرة وانتهاء بأعلى درجة من درجات الحياة الاجتماعية وكون الأسرة هي المكان الأول لتنشئة الفرد فهي تستطيع دون سواها أن تبدل من طباعه كونها هي من أكسبه إياها وبالتالي فهي تستطيع تخليصه من مشكلة الخجل.إن بعض أسباب الخجل تكون ناتجة بالدرجة الأولى عن فقد المهارات الاجتماعية وفي هذه الحالة تعليم الفرد للعادات المفقود منه سيخلصه تدريجيا من خجله مع العلم أن فقد المهارات الاجتماعية في هذه الحالة ليس وحده السبب في الخجل ولكن هناك بعض الأسباب الأخرى المتعلقة بهذا السبب الذي يتربع على قمتها ولكن عند التخلص منه تتقلص تلك الأسباب نهائيا ولكنها لا تزول تماما ومن الممكن أن تظهر مجددا
, اما السبب الأخر فهو ناتج عن الحساسية الزائدة للشخص من الناحية النفسية والجسدية فمن الناحية النفسية نلاحظ أنه يشعر بالخوف والاضطراب لأقل الأسباب ومن الناحية الجسدية نجده يتعرق ويحمر لأقل الأسباب وأحيانا الإصفرار وليس الإحمرار.وهناك اسباب أخرى هي مرافقته لاشخاص لا يمتلكون نفس القدرة العقلية أو لديهم تصرفات تخجله مما تؤدي إلى الخجل الزائد، مثل..مرافقة اشخاص ذو صوت عالي أو مشيه غريبة لا تناسب اخلاقك وعاداتك يؤدي إلى الخجل والتوتر الزائد.
كما قد يكون الخجل نابعا من شعور داخلي حين يحس الشخص (الخجول)أن الناس سيضحكون على سلوكاته أو أنه مراقب من الآخرين.
و يرجح الكثير من علماء النفس، إلى أن الأسباب الحقيقية للخجل تعود إلى بدايات التنشئة العائلية حين يمنع الطفل من التعبير عن شعوره أو رأيه، ومنعه من مشاركة أفراد العائلة في المناسبات والاجتماعات وغيرها.

## التغلب على المشكلة
للتغلب على المشكلة النفسية يجب أن نجعل الوسط المحيط به ينعم بالهدوء والطمائنينة وبالتالي فإن هذا الهدوء سينعكس على نفسيته فيشعر بالهدوء النفسي والراحة
للتغلب على المشكلة الجسدية (الحالة العضوية) يجب أن نحدد أسبابها ثم نجد أضادها إن لهذه الحالة من الإحمرار والتعرق لأقل الأسباب عدة أسباب ولكن السبب الأهم هو تخزن الطاقة الحرارية في داخل الجسم ولتوضيح ذلك
إن الجسم البشري يعمل في فصل الصيف وفي الحر عملا مضاعفا ليضبط درجة حرارته الداخلية وينظم عملية التنفس العادية من خلال المسام وتتوسع هذه وينفرد الجلد لكي يتمكن من طرد الحرارة الداخلية إلى الخارج وإلا فإن تلك الحرارة تجعل الجسم يغلي ويفور وتمدد الأوعية الدموية يملؤها الدم الذي تكون كمية الأوكسجين فيه قليلة وينجم عن ذلك إصابة المرء بمزيد من الحساسية تجاه المؤثرات الخارجية والشعور بالإنهاك وحتى ولو لم يقم الشخص بأي مجهود عضلي وهناك عوامل أخرى تؤثر في هذه الحالة مثل الضغط الجوي والرطوبة ونور الشمس وهكذا يجب التخلص من هذه المشكلة وذلك من خلال التخلص من حرارة الجسم وذلك عن طريق ممارسة الرياضة ويجب أن تكون منظمة ولذلك يجب الإطلاع على طرق ممارسة الرياضة بشكل نافع ومجدي ويجب ملاحظة الطقس المحيط بنا وما يؤثر به من الضغط الجوي والرطوبة لأن تغير نسب هذين العاملين في الجو بشكل غير مناسب تؤدي إلى القلق والاكتئاب النفسي
وكذلك يجب التعرض لأشعة الشمس والجلوس في غرفة منارة بأشعة الشمس وجيدة التهوية
ونجد الكثيرين يتذرعون بأن الغرف المظلمة والضوء الخفيف يبعث إلى الهدوء وهذا شعورهم ولكن الأمر على عكس ذلك فهو يؤدي إلى أمرض نفسية تنمو وتتضاعف
وهكذا نرى أن هذه المشكلة تتعلق بناحيتين مترابطتين (الناحية النفسية والناحية العضوية) ولذلك يجب تأمين الظروف المناسبة لتكونا سليمتين وخاليتين من الأمراض وما يعكر صفو عملهما.

## سبب احمرار الوجه عند الخجل
إنّ جسم الإنسان مزوّد إلى جانب جهاز المناعة، بوسائل أُخرى تتحرك عند مواجهة خطر أو موقف يثير الارتباك. حيث يملك الإنسان كغيره من الثدييات جملتين عصبيتين هما الجملة العصبية الودية ونظير الودية وتتكاملان هاتان الجملتان في مختلف وظائف الجسم،
فعند الخطر يتم تنشيط الجملة الودية التي تفرز هرمونات خاصة تساعد على المواجهة وهي الأدرينالين والنورأدرينالين وكذلك هرمون الكورتيزول حيث تقوم هذه الهرمونات بزيادة الناتج القلبي الوعائي وتقوم بتضييق وعائي محيطي في بعض مناطق الجسم وبتوسع وعائي محيطي في مناطق أخرى ومنها الوجه
بعض الناس
يصابون بالارتباك والخجل وعند هذه الحالة يعاني الجسم من صراع داخلي بين
الرغبة في الهروب، أو التماسك والظهور بثبات عن طريق التغلب على هذا الموقف.
ففي ظروف مواجهة الخطر، يكون من السهل اختيار الاشتباك أوالهروب، أما في هذه الحالة الاجتماعية، فلا يفلح الهروب أو الصراع رغم أن الجهاز العصبي المركزي، المسؤول عن السيطرة على المعاناة من الضغط
النفسي، يكون في ذروة نشاطه.
لكن هذه الحالة تجعل الدم يتركز حول عضلات الجسم والمخ، بحثاً عن الحل
المناسب، في الهرب أو المواجهة وأثناء هذا الموقف يريد الشخص التماسك و
الصمود، بجهود مكثفة، فالنتيجة النهائية تكون اندفاع الدم في الطريق العكسي، أي إلى سطح الجلد.

## التدخل والعلاج
يشيع استخدام الأساليب النفسية والعقاقير الصيدلانية لعلاج الخجل لدى الأفراد الذين يشعرون بالمعانات بسبب تدني احترام الذات والأعراض النفسية، مثل الاكتئاب أو الشعور بالوحدة. ووفقاً للأبحاث، فإن أساليب التدخل المبكر التي تعرض الأطفال الخجولين للتفاعلات الاجتماعية التي تنطوي على عمل جماعي، خاصةً الرياضات الجماعية، تقلل من قلقهم في التفاعلات الاجتماعية وتزيد الثقة بالنفس في وقت لاحق.
الخطوات
أولاً : حدد أسباب شعورك بالخجل.فعلى سبيل المثال، هل يُرعبك أن يقال شيء ما حول مظهرك؟ تذكر، لا بد من وجود سبب وراء طريقة رد فعلك.
ثانيا : تصرف كما لو كنت غير خجول.في خلوتك تصرف كما لو كنت تقطر ثقة بالنفس، ارفع رأسك، افتح صدرك، وأضف نوعاً من البخترة إلى مشيتك وتكلم بشكل حازم. وقد يبدو هذا الأمر سخيفا، لكنك سترى النتائج عندما تتصرف هكذا في العلن.
ثالثا : مارس تَصنُّع انفعالات العين والتبسم في تفاعلاتك مع الآخرين.أوقع نفسك في دردشة عفوية مع غرباء حول الطقس أو قضايا الساعة.
رابعا : انظر الأفضل فيك. فأحد الطرق لتكريس الثقة بالنفس هو التوجه إلى الأشياء الحسنة في الذات والتقليل من تأنيب الذات.
خامسا : خفف من مخاوف رد فعلك من خلال تصور أسوأ ما قد يحصل.إذا قصدت أحداً وقال لك «لا» أو تركك وانصرف فلا تسهب في التفكير في هذا الرفض وتبالغ في معانيه فكل منا يُرفض بطريقة أو بأخرى.
سادسا : انظر وتعلَّم.مراقبة الأصدقاء أو حتى الغرباء غير الخجولين طريقة جيدة لتعلُّم بعض التلميحات الأولية.
سابعا  : اشعر بالإيجابية تجاه نفسك، ولا تجعل نفسك تشعر بالإحباط وتمتع بوقتك. وتذكَّر أن الهدف الحقيقي أن تجد شخصاً يحبك على ما أنت عليه.